# كراولي (لويزيانا)
كراولي (بالإنجليزية: Crowley, Louisiana)‏ هي مدينة تقع في الولايات المتحدة في لويزيانا. يقدر عدد سكانها بـ 13,265 نسمة .

## التركيبة السكانية
حدّد مكتب تعداد الولايات المتحدة بيانات التركيبة السكانية لكراولي في تعداد الولايات المتحدة. في ما يلي، التركيبة السكانية حسب تعدادي 2000 و2010.

### تعداد عام 2000
بلغ عدد سكان كراولي 14,225 نسمة بحسب تعداد عام 2000، وبلغ عدد الأسر 5,294 أسرة وعدد العائلات 3,668 عائلة مقيمة في المدينة. في حين سجلت الكثافة السكانية 938.3 نسمة لكل كيلومتر مربع (2,430.2/ميل2). وبلغ عدد الوحدات السكنية 5,904 وحدة بمتوسط كثافة قدره 389.4 لكل كيلومتر مربع (1,008.5/ميل2).
وتوزع التركيب العرقي للمدينة بنسبة 67.83% من البيض و30.98% من الأمريكيين الأفارقة و0.15% من الأمريكيين الأصليين و0.29% من الأمريكيين ذوي الأصول الآسيوية و0.01% من سكان جزر المحيط الهادئ و0.23% من الأعراق الأخرى و0.51% من عرقين مختلطين أو أكثر و1.10% من الهسبانيون أو اللاتينيون من أي عرق.
بلغ عدد الأسر 5,294 أسرة كانت نسبة 39.4% منها لديها أطفال تحت سن الثامنة عشر تعيش معهم، وبلغت نسبة الأزواج القاطنين مع بعضهم البعض 43.4% من أصل المجموع الكلي للأسر، ونسبة 20.5% من الأسر كان لديها معيلات من الإناث دون وجود شريك،  بينما كانت نسبة 5.4% من الأسر لديها معيلون من الذكور دون وجود شريكة وكانت نسبة 30.7% من غير العائلات. تألفت نسبة 26.5% من أصل جميع الأسر من عدة أفراد يعيشون في نفس المنزل ونسبة 12.5% كانت تتألف من شخص يعيش بمفرده يبلغ من العمر 65 عاماً أو أكثر. وبلغ متوسط حجم الأسرة المعيشية 2.59، أما متوسط حجم العائلات فبلغ 3.13.
بلغ العمر الوسطي للسكان 34.9 عاماً. وكانت نسبة 28.4% من القاطنين تحت سن الثامنة عشر، وكانت نسبة 9.4% بين الثامنة عشر والرابعة والعشرين عاماً، ونسبة 25% كانت واقعةً في الفئة العمرية ما بين الخامسة والعشرين والرابعة والأربعين عاماً، ونسبة 19.9% كانت ما بين الخامسة والأربعين والرابعة والستين، ونسبة 13.7% كانت ضمن فئة الخامسة والستين عاماً فما فوق. يوجد لكل 100 أنثى 88.5 ذكر، ويوجد لكل 100 أنثى في الثامنة عشر من عمرها فما فوق 81.8 ذكر.
بلغ متوسط دخل الأسرة في المدينة 24,495 دولارًا، أما متوسط دخل العائلة فبلغ 28,180 دولارًا. وكان متوسط دخل الذكور 27,684 دولارًا مقابل 19,706 دولارًا للإناث. وسجل دخل الفرد الخاص بالمدينة 13,734 دولارًا. وكانت نسبة 24.3% من العائلات ونسبة 28% من السكان تحت خط الفقر، وكان من هؤلاء نسبة 37% تحت سن الثامنة عشر ونسبة 22.6% في الخامسة والستين من العمر وما فوق.

### تعداد عام 2010
بلغ عدد سكان كراولي 13,265 نسمة بحسب تعداد عام 2010، وبلغ عدد الأسر 5,102 أسرة وعدد العائلات 3,304 عائلة مقيمة في المدينة. في حين سجلت الكثافة السكانية 875 نسمة لكل كيلومتر مربع (2,266.2/ميل2). وبلغ عدد الوحدات السكنية 5,852 وحدة بمتوسط كثافة قدره 386 لكل كيلومتر مربع (999.7/ميل2).
وتوزع التركيب العرقي للمدينة بنسبة 64.63% من البيض و32.54% من الأمريكيين الأفارقة و0.30% من الأمريكيين الأصليين و0.34% من الأمريكيين ذوي الأصول الآسيوية و0.67% من الأعراق الأخرى و1.52% من عرقين مختلطين أو أكثر و1.91% من الهسبانيون أو اللاتينيون من أي عرق.
بلغ عدد الأسر 5,102 أسرة كانت نسبة 35.4% منها لديها أطفال تحت سن الثامنة عشر تعيش معهم، وبلغت نسبة الأزواج القاطنين مع بعضهم البعض 36.5% من أصل المجموع الكلي للأسر، ونسبة 22.5% من الأسر كان لديها معيلات من الإناث دون وجود شريك،  بينما كانت نسبة 5.8% من الأسر لديها معيلون من الذكور دون وجود شريكة وكانت نسبة 35.2% من غير العائلات. تألفت نسبة 30% من أصل جميع الأسر من عدة أفراد يعيشون في نفس المنزل ونسبة 13.7% كانت تتألف من شخص يعيش بمفرده يبلغ من العمر 65 عاماً أو أكثر. وبلغ متوسط حجم الأسرة المعيشية 2.53، أما متوسط حجم العائلات فبلغ 3.14.
بلغ العمر الوسطي للسكان 36.6 عاماً. وكانت نسبة 27.1% من القاطنين تحت سن الثامنة عشر، وكانت نسبة 9.3% بين الثامنة عشر والرابعة والعشرين عاماً، ونسبة 22.9% كانت واقعةً في الفئة العمرية ما بين الخامسة والعشرين والرابعة والأربعين عاماً، ونسبة 25.3% كانت ما بين الخامسة والأربعين والرابعة والستين، ونسبة 15.4% كانت ضمن فئة الخامسة والستين عاماً فما فوق. وتوزع التركيب الجنسي للسكان بنسبة 47.6% ذكور و52.4% إناث.

## أعلام
- كريس جون
- جاك بروكس
- كيد جوردن
- دودلي ويلكينز
- فيكتوريا ريجي كنيدي
- أورلاندو توماس